# ゼンジー中村
ゼンジー中村（ゼンジー なかむら、本名、中村則文、1929年〈昭和4年〉 – 1978年〈昭和53年〉7月21日）は、和歌山県出身の手品師である。和歌山大学卒業。
ゼンジー北京の師匠として知られる。
石田天海、2代目松旭斎天勝の両師匠に師事。1961年に神戸松竹座で初舞台。その後松竹座、角座など松竹系の劇場で活躍。のちに弟子等を従えて「魔法のグループ」を結成。1978年7月21日に、肺結核で死去。
芸は弟子の北京とは違いしゃべくりのない大ネタを得意とした。